# Roald Aas
Roald Edgard Aas (25. března 1928 Oslo – 18. února 2012 Oslo) byl norský rychlobruslař a cyklista.
Na Mistrovství Evropy v rychlobruslení debutoval v roce 1951 pátým místem, tentýž rok také poprvé startoval na světovém šampionátu (12. místo). Prvního velkého úspěchu dosáhl na Zimních olympijských hrách 1952, kde v závodě na 1500 m vybojoval bronzovou medaili. O několik týdnů později se umístil na páté příčce na Mistrovství světa. V dalších letech se na světových i kontinentálních šampionátech výsledkově pohyboval většinou v první desítce. Startoval na zimní olympiádě 1956, kde v závodě na 1500 m dobruslil jako desátý a na pětikilometrové distanci byl šestý. V roce 1957 získal na Mistrovství Evropy bronz, stejný cenný kov vybojoval o tři roky později. Bronzovou medaili získal i na Mistrovství světa 1958. Největšího úspěchu ve své kariéře dosáhl na ZOH 1960, kde vyhrál závod na 1500 m; na ostatních tratích se mu již tolik nedařilo (5000 m – 25. místo; 10 000 m – 23. místo). Od sezóny 1960/1961 již startoval pouze na menších závodech a norských šampionátech, poslední závod absolvoval v roce 1964. Mistrovství Norska vyhrál v roce 1956, celkem sedmkrát byl druhý.
V cyklistice zvítězil v roce 1956 na norském silničním i dráhovém šampionátu.